# Apochinomma formicaeforme
Espèce
Apochinomma formicaeforme est une espèce d'araignées aranéomorphes de la famille des Corinnidae.

## Distribution
Cette espèce se rencontre en Afrique subsaharienne ; de la Côte d'Ivoire au Kenya et à l'Afrique du Sud.

## Description
C'est une araignée myrmécomorphe.
Le mâle décrit par Haddad en 2013 mesure 6,68 mm et la femelle 8,95 mm, les mâles mesurent de 5,60 à 10,30 mm et les femelles de 6,65 à 10,50 mm.

## Éthologie
Cette araignée se rencontre avec les fourmis du genre Polyrhachis.

## Publication originale
- Pavesi, 1881 : Studi sugli Aracnidi africani. II. Aracnidi d'Inhambane raccolti da Carlo Fornasini e considerazioni sull'aracnofauna del Mozambico. Annali del Museo Civico di Storia Naturale di Genova, vol. 16, p. 536-560 (texte intégral).